# Dalmo
Dalmo Inácio da Silva (* 18. února 1984, Sobral Pinto, Brazílie) je brazilský fotbalový útočník známý pod zkráceným jménem Dalmo, momentálně působí v týmu Cerâmica Atlético Clube.

## Klubové statistiky
Aktuální k datu : 18. červenec 2012
| Sezona | Klub              | Země      | Soutěž   | Zápasy | Góly |
| ------ | ----------------- | --------- | -------- | ------ | ---- |
| 2003   | Democrata-GV      | Brazílie  | Série A1 | ?      | ?    |
| 2004   | Rioverdense       | Brazílie  | Série A1 | ?      | ?    |
| 2005   | Goiás             | Brazílie  | Série A1 | ?      | ?    |
| 2006   | Goiás             | Brazílie  | Série A1 | ?      | ?    |
| 2007   | Itumbiara         | Brazílie  | Série A1 | 0      | 0    |
| 2008   | Itumbiara         | Brazílie  | Série A1 | 0      | 0    |
| 2009   | Itumbiara         | Brazílie  | Série D  | 0      | 0    |
| 09/10  | 1. FC Brno        | Česko     | 1. liga  | 12     | 2    |
|        | Černomorec Burgas | Bulharsko | A Grupa  | 1      | 0    |
| 2012   | Cerâmica          | Brazílie  | Série A1 | 4      | 0    |
|        | celkem            |           |          | 93     | 28   |